# Tantal (syn Zeusa)

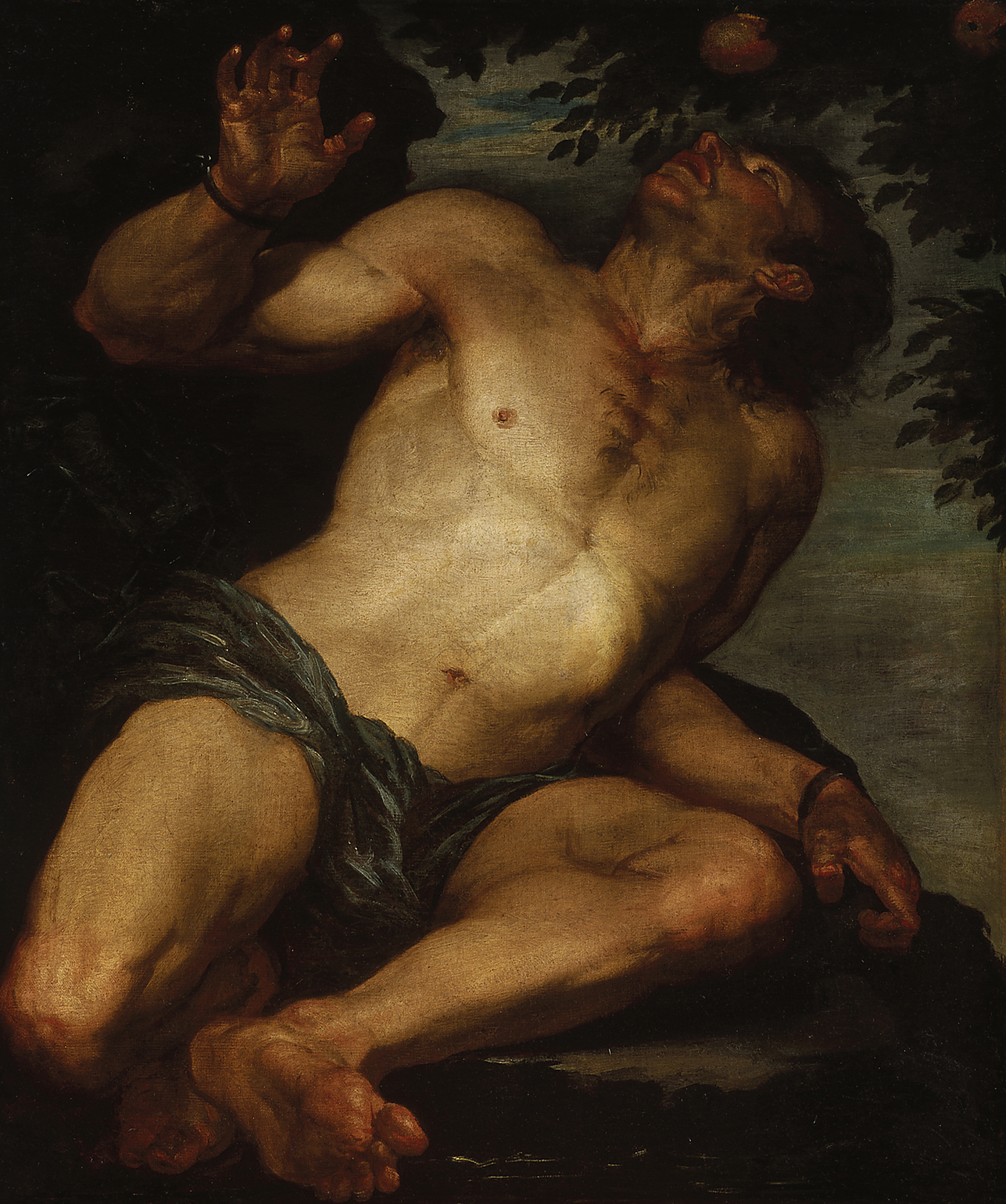
Tantal, obraz olejny autorstwa Gioacchino Assereto z ok. 1640 roku

Tantal (także Tantalos, Tantalus; gr. Τάνταλος Tántalos, łac. Tantalus) – w mitologii greckiej król w Lidii, na górze Sipylos.

## Rodowód
Uchodził za syna Zeusa i Pluto. Imię żony Tantala podawane jest różnie. Może nią być Dione, Plejada, inna Plejada Sterope, Klytia pochodząca od Amfidamasa albo też Euryanassa spłodzona przez boga rzeki Paktolosa.
Drzewo genealogiczne Tantala
| Zeus | Zeus | Zeus | Zeus | Zeus   | Zeus   |        |        | Pluto  | Pluto  | Pluto | Pluto | Pluto            | Pluto            |                  |                  |                  |                  |
| Zeus | Zeus | Zeus | Zeus | Zeus   | Zeus   |        |        | Pluto  | Pluto  | Pluto | Pluto | Pluto            | Pluto            |                  |                  |                  |                  |
|      |      |      |      |        |        |        |        |        |        |       |       |                  |                  |                  |                  |                  |                  |
|      |      |      |      | Tantal | Tantal | Tantal | Tantal | Tantal | Tantal |       |       | Dione/Euryanassa | Dione/Euryanassa | Dione/Euryanassa | Dione/Euryanassa | Dione/Euryanassa | Dione/Euryanassa |
|      |      |      |      | Tantal | Tantal | Tantal | Tantal | Tantal | Tantal |       |       | Dione/Euryanassa | Dione/Euryanassa | Dione/Euryanassa | Dione/Euryanassa | Dione/Euryanassa | Dione/Euryanassa |

Tantal rządził albo Lydią, albo Frygią w Azji Mniejszej. Jego miasto w górach Lidii nazywało się Sipylos.

## Ród Tantala
Tantal uchodził za ojca Niobe i Pelopsa. Rzadziej wśród dzieci Tantala wymieniany jest Broteas.
Ród Tantala
|       |       |       |       | Tantal | Tantal | Tantal | Tantal | Tantal | Tantal |        |        | Dione/Euryanassa | Dione/Euryanassa | Dione/Euryanassa | Dione/Euryanassa | Dione/Euryanassa | Dione/Euryanassa |         |         |         |         |
|       |       |       |       | Tantal | Tantal | Tantal | Tantal | Tantal | Tantal |        |        | Dione/Euryanassa | Dione/Euryanassa | Dione/Euryanassa | Dione/Euryanassa | Dione/Euryanassa | Dione/Euryanassa |         |         |         |         |
|       |       |       |       |        |        |        |        |        |        |        |        |                  |                  |                  |                  |                  |                  |         |         |         |         |
|       |       |       |       |        |        |        |        |        |        |        |        |                  |                  |                  |                  |                  |                  |         |         |         |         |
| Niobe | Niobe | Niobe | Niobe | Niobe  | Niobe  |        |        | Pelops | Pelops | Pelops | Pelops | Pelops           | Pelops           |                  |                  | Broteas          | Broteas          | Broteas | Broteas | Broteas | Broteas |

## Ulubieniec bogów
Tantalos z powodu swego boskiego pochodzenia oraz olbrzymiego bogactwa doznał wielkiego wyróżnienia ze strony bogów olimpijskich, którzy zapraszali go nawet na uczty odbywające się na Olimpie. Z drugiej strony sam również podejmował bogów w Sipylos. Początkowo onieśmielony, Tantal zaczął po pewnym czasie zachowywać się nader odważnie, posuwając się do kradzieży nektaru i ambrozji. Pokarm i napój nieśmiertelnych bogów rozprowadzał następnie wśród swych dworzan. Być może chciał zapewnić swym poddanym nieśmiertelność. Wedle innej wersji mitu rozpowiadał wśród ludzi plotki, które zasłyszał na spotkaniach bogów. Zeus, mając słabość do Tantala, początkowo przymykał oczy na jego przestępstwo.
Inny mit opowiada o konflikcie z Ilosem, który miał kiedyś wygnać Tantala po wymordowaniu przez bogów dzieci Niobe. Jeszcze inny mit przypisuje Tantalowi porwanie Ganimedesa.

## Zbrodnia
Tantal, zamiast docenić postawę Zeusa, posuwał się dalej w swej zuchwałości. Zaczął wątpić we wszechwiedzę bogów, w to, że naprawdę są oni bogami. Wpadł na pomysł poddania próbie ich proroczych zdolności. Zaprosił nieśmiertelnych na wieczerzę do swej siedziby. Podał wielką ilość potraw znakomitej jakości. Na końcu poczęstował gości pieczenią na złotym półmisku. Gospodarz w szczególny sposób chwalił jej zalety. Jednak jedynie Demeter, pogrążona w tęsknocie za córką Korą, skosztowała potrawy, może nawet ogryzła całą łopatkę. Inni bogowie poznali straszną prawdę: Tantal podał im do zjedzenia ciało swego syna Pelopsa. Wcześniej chłopiec został pocięty na kawałki, a jego ciało ugotowano.
Istnieje wersja mitu mówiąca, jakoby Pelops został zabity nie zbrodniczo, ale na skutek pobożności Tantala, który podczas głodu nie miał żadnego zwierzęcia, aby poświęcić bogom na ofiarę.
Zeus zwrócił życie królewiczowi albo też Zeus jedynie wykrył zbrodnię, a Hermes przywrócił chłopcu życie. Zeus miał nakazać Hermesowi powkładać kawałki ciała Pelopsa do kotła i gotować do czasu, aż z kotła wyjdzie żywy chłopiec. Zjedzony przez Demeter kawałek łopatki Pelopsa zastąpiono kością słoniową. Płytkę wstawił Hefajstos. W ten sposób powstało znamię na łopatce Pelopsa, które odziedziczyli po nim jego potomkowie.
Istnieje też wersja mitu podająca, jakoby przyczyną kary nałożonej na Tantala był brak troski o powierzonego monarsze przez Zeusa złotego psa, który miał strzec jego świątyni. Lub to Pandareos powierzył Tantalowi pod opiekę psa, stanowiącego własność Zeusa. Tantalos powinien był oddać zwierzę Hermesowi, czego jednak nie uczynił, a nawet przysięgał fałszywie, aby psa boskiemu posłańcowi nie zwracać.

## Kara
W obliczu takiej zbrodni Tantala nie mogła ominąć stosowna kara. Najpierw uwięziono występnego króla pod jego górą Sipylos, a następnie został on strącony w czeluści Tartaru, gdzie umiejscowiono go w sadzawce. Jej okolicę porastały drzewa rodzące smaczne owoce, być może winogrona bądź też granaty, figi, oliwki, jabłka. Jedna z gałęzi nachylała się nad nieszczęśnikiem. Tantal stał w sadzawce, męczony głodem i pragnieniem, a woda sięgała mu szyi albo i podbródka. Nie mógł się jednak napić, gdyż za każdym razem, gdy schylił się do lustra wody, obniżało się, uniemożliwiając mu ugaszenie pragnienia. Być może jakiś dajmon osuszał sadzawkę, odsłaniając spękany suchy grunt. Podobnie nie może Tantalos skosztować owoców, bowiem jeśli wyciągnie on rękę w stronę drzewa, zrywa się wiatr odginający drzewo poza zasięg jego rąk. Ponadto nad ciałem Tantala postawiono jeszcze skałę, która ciągle chwieje się, sprawiając wrażenie, że zaraz upadnie, przygniatając Tantala. Tak więc czuł strach oraz nie mógł zdobyć tego, czego pragnął.
Z mitu o Tantalu wywodzi się związek frazeologiczny „męki Tantala”, który oznacza cierpienia wynikające z ogromnego pragnienia posiadania rzeczy znajdujących się blisko i w obfitości, ale takich, które jednocześnie są niedostępne. Męki Tantala zobaczył, wstępując do świata zmarłych, Odyseusz, później zaś Eneasz.

## Ród Tantala
Synem Tantala był Pelops. Związał się on z Hipodameią i doczekał się z nią synów Atreusa i Tiestesa, władców Myken. Od Atreusa pochodzą Menelaos i Agamemnon.
Z kolei córka Tantala Niobe wyszła za Amfiona i zamieszkała z nim w Tebach.